# Acacia dependens
Acacia dependens är en ärtväxtart som beskrevs av Dehnh. Acacia dependens ingår i släktet akacior, och familjen ärtväxter. Inga underarter finns listade i Catalogue of Life.